# Chaetodipus intermedius
Chaetodipus intermedius е вид бозайник от семейство Торбести скокливци (Heteromyidae).

## Разпространение
Видът е разпространен в Мексико (Сонора и Чиуауа) и САЩ (Аризона, Ню Мексико, Тексас и Юта).